# فيصل البناني

### فيصل خليل البناني
مهندس معماري ليبي مؤسس مكتب الفيصل للعمارة من مواليد مدينة بنغازي و تنحدر أصوله من مدينة درنة حاصل على شهادة البكالوريوس في العمارة و التخطيط العمراني من جامعة طرابلس 1975 و تحصل على درجة الـماجستير من الجامعة الكاثوليكية الأمريكية سنة 1981 و استمر بها حتى سنة 1984 عرف عن الراحل المعرفة الشاملة ببعض القوانين  الهامة في المباني الدولية، والمعايير القياسية المتعلقة بها و
- تخرج من جامعة طرابلس سنة 1975 و تحصل منها على درجة البكالوريوس في مجال العمارة و التخطيط العمراني .
- تحصل على درجة الماجستير من الجامعة الكاثوليكية الأمريكية  سنة 1981 و استمر بها حتى سنة 1984 دارسا لعلوم التخطيط البيئي والعمراني، تحت إشراف نخبة  من أهم القيادات الفكرية في فن العمارة وتخطيط المدن ومنهم “بيتر بليك ” “فورست ولسن” ” جورج ماركو”.

## حياته العملية:
1. معيد و محاضر في قسم العمارة و التخطيط العمراني بجامعة طرابلس ( 1975 - 1979 ) .
2. مستشار أكاديمي للدولة الليبية في الإشراف والمتابعة على التصاميم والمخططات .
3. انضم لمكتب المصمم الدولي أنجلوس ديميتريو و شركاؤه في واشنطن في الفترة ما بين ( 1981 - 1993 ) .
4. عمله مصمما معماريا و شريكا في المكتب الاستشاري الهندسي .
5. أسس مكتب الفيصل للعمارة بالعاصمة طرابلس .
6. عمل محاضرا في جامعة عجمان للعلوم و التكنولوجيا بدولة الإمارات العربية المتحدة .

## أهم أعماله:

### على الصعيد الدولي:
1. شارك في تصميم الواجهة البحرية لمدينة ازبوري بارك في ولاية نيوجيرسي بالولايات المتحدة الأمريكية .
2. سفارة فنلندا في العاصمة الأمريكية واشنطن .
3. برج أفريقيا داكار - السنغال
4. فندق الكابيتول - دبي
5. مركز معارض الشارقة
6. برج سعيد في الإمارات العربية المتحدة .
7. مطار الفجيرة الدولي .
8. المنتجع السياحي السكني في أبوظبي - الإمارات العربية المتحدة .
9. قاعة استقبال سلطنة عمان في مبنى الأمم المتحدة - نيويورك .

### على الصعيد المحلي الليبي:
1. منتجع طرابلس الرئاسي .
2. المخطط الشامل لواجهة طرابلس البحرية الممتدة من تاجوراء شرقا حتى الغيران غربا .
3. التصميم المفهومي لمشروع المعهد الدبلوماسي بالعاصمة طرابلس .
4. منتزه صرمان الوطني .
5. شارك مع المكتب الإستشاري في تصميم مصرف ليبيا المركزي .
6. شارك مع المكتب الإستشاري في تصميم إدارة الأملاك و الأشغال العسكرية .
7. شارك مع المكتب الإستشاري في تصميم مبنى شركة ليبيا للتأمين .
8. شارك مع المكتب الإستشاري في تصميم مشروع المدينة الرياضية .
9. مستشار أكاديمي للدولة في تصميم و متابعة مخططات كلية ضباط الشرطة .
10. مستشار أكاديمي للدولة الليبية في تصميم و متابعة مخططات الإدارة العامة للمرور طرابلس .
11. مستشار أكاديمي للدولة الليبية في تصميم و متابعة مخططات مركزي التأهيل في طرابلس و درنة [1].

## وصلات خارجية:
- الموت يغيب كبير المعماريين الليبيين ” فيصل خليل البناني” - وكالة الأنباء الليبية
- The Libyan architect .. the designer of the waterfront of a city in the US state of New Jersey-Profile news